# Pangani (rivier)
De Pangani, door sommige inheemse volken Luffu of Jipe Ruvu genoemd, is een 513 kilometer lange rivier in het noordoosten van Tanzania.

## Geografie
De Pangani ontspringt vanuit de Nyumba ya Mungu, een waterreservoir dat wordt gevoed door twee rivieren, de Ruvu en de Kikuletwa. De Ruvu is een verlengstuk van de Lumi, een bergrivier van de Kilimanjaro, en stroomt via het Jipemeer in het reservoir. De Kikuletwa wordt voornamelijk gevoed door bergstromen afkomstig van Mount Meru. Beide bergen liggen in het noordoosten van Tanzania, vlak bij de grens met Kenia.
De Pangani stroomt door de regio's Kilimanjaro, Manyara en Tanga, om vervolgens uit te monden in de Indische Oceaan, vlak bij de naar de rivier genoemde stad Pangani. Op de rivier bevinden zich een aantal bewoonde eilanden.

## Overige kenmerken
De rivier is rond mei op haar hoogst en rond oktober op haar laagst. Nijlkrokodillen (Crocodylus niloticus) zijn talrijk in de rivier en nijlpaarden (Hippopotamus amphibius) komen voornamelijk in de hoger gelegen delen voor.

## Afbeeldingen

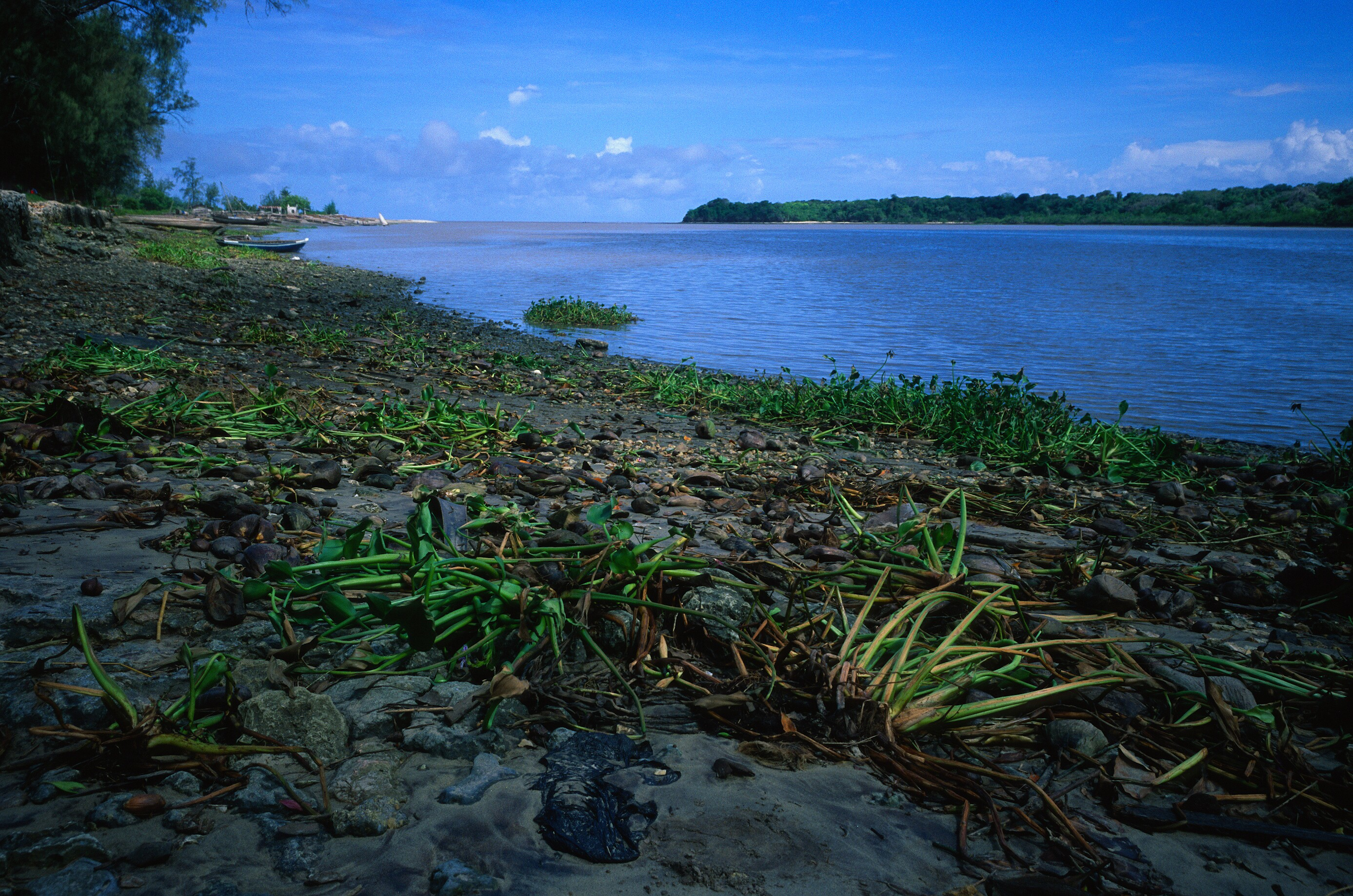
Rivieroever
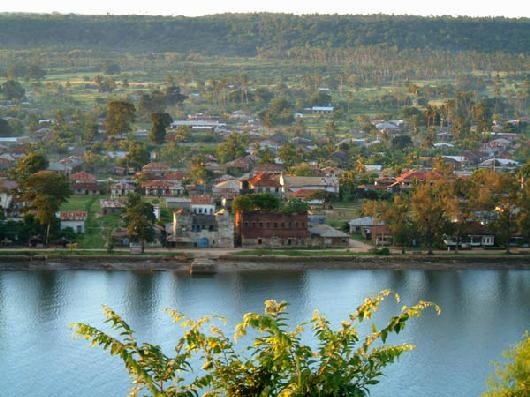
De stad Pangani
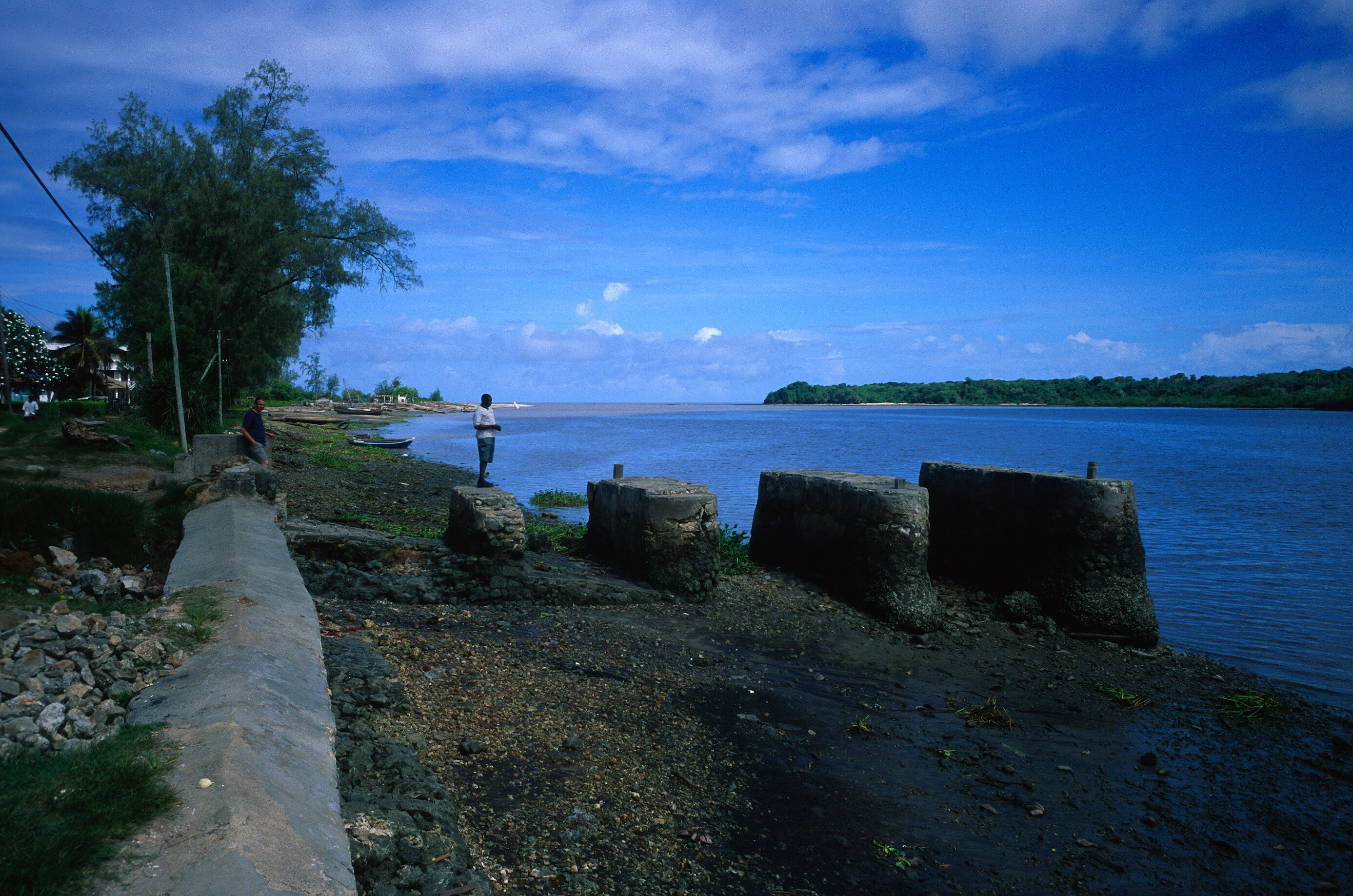
De rivier vlak bij de riviermonding
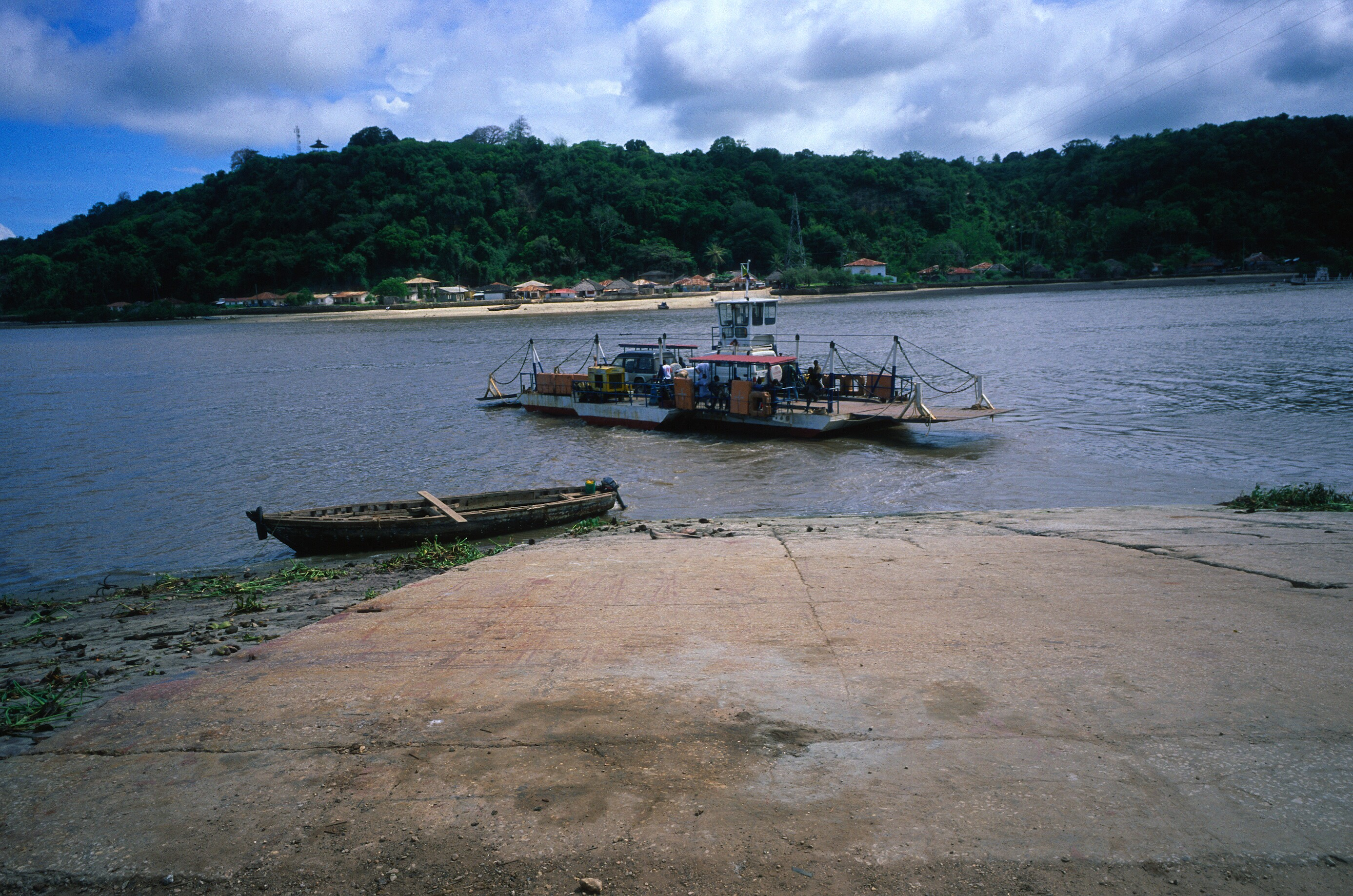
Riviermonding bij de stad Pangani

- Gemeinsame Normdatei: 4560542-7
- Virtual International Authority File: 315529249